# Albert Anton Schwarzbursko-Rudolstadtský
Albert Anton Schwarzbursko-Rudolstadtský (14. listopadu 1641, Rudolstadt – 15. prosince 1710, tamtéž) byl hrabě ze Schwarzburgu-Rudolstadtu. Roku 1697 byl povýšen na říšského knížete, ale povýšení odmítl. Roku 1710 jmenování knížetem přijal.

## Život
Narodil se 14. listopadu 1641 jako syn hraběte Ludvíka Günthera I. Schwarzbursko-Rudolstadtského a Emílie Oldenbursko-Delmenhorstské.
Albert byl velmi ceněn císařem Josefem I. Roku 1705 byl jmenován císařským komisařem.
Roku 1697 byl povýšen na říšského knížete a hrabství Schwarzburg-Rudolstadt bylo povýšeno na knížectví. Povýšení se rozhodl nepřijmout. Jeho hlavním důvodem byla jeho náboženská skromnost, zaměřená na zbožnost, která se výrazněji projevila po náhlé smrti jeho oblíbené sestry Ludmilly Elisabeth. Chtěl se také vyhnout konfrontaci s rodem Wettinů, kteří byli proti jeho povýšení.
Roku 1710 byl opět povýšen na knížete, toto rozhodnutí přijal. Své povýšení však nezveřejnil a stále používal titul hraběte.
Byl propagátorem vědy a byl motivován touhou rozvíjet svou zemi všemi možnými způsoby.
Zemřel 15. prosince 1710 v Rudolstadtu.

## Manželství a potomci
Roku 1665 se oženil s hraběnkou Emílií Julianou Barby-Mühlingenskou. Měli spolu dvě děti:
- hrabě Ludvík Fridrich I. Schwarzbursko-Rudolstadtský (1667–1718)
- hraběnka Albertina Antonie (1668)